# St. Nikolaus (Cheb)

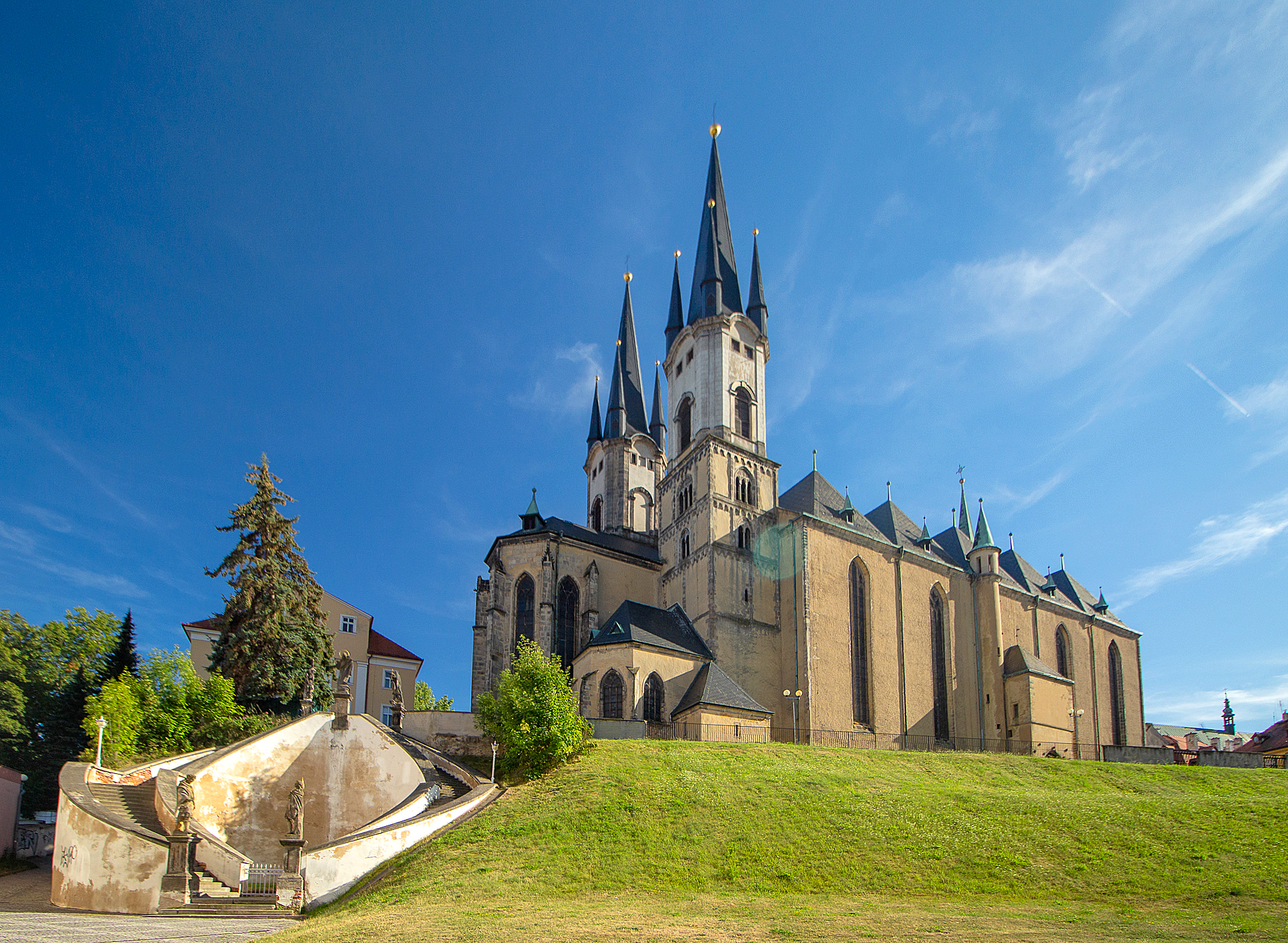
St. Nikolaus in der Altstadt von Eger

Die Kirche St. Nikolaus (tschechisch: Kostel svatého Mikuláše) ist eine im 13. Jahrhundert errichtete dreischiffige Basilika in Cheb (Eger).

## Geschichte
Mit der Stadterweiterung von Eger am Anfang des 13. Jahrhunderts wurde nördlich des Marktplatzes die Kirche St. Nikolaus als romanische Pfarrkirche erbaut. Die erste schriftliche Erwähnung der Kirche bezieht sich auf das Jahr 1239, in dem angeblich einer der seitlichen Altäre eingeweiht wurde. Im Jahre 1258 trat der Kaiser das Patronatsrecht an den Deutschherrenorden ab, der es bis zum Ende des 16. Jahrhunderts behielt.
Vom ursprünglichen Bau sind heute vor allem die unteren Teile beider Türme und das Westportal erhalten. Nach einem Brand im Jahre 1270 wurde die alte Apsis durch ein frühgotisches Presbyterium ersetzt. Mitte des 15. Jahrhunderts engagierten sich wohlhabende Bürger für den Umbau der Kirche, der zwischen 1456 und 1476 realisiert wurde. Die Stadwerkmeister Jorgen (Jörg, Georg) von Eger und später Eberhard (Erhard) Bauer von Aistel (Eichstadt, Aichstätt) („Steinmetz von Aistel“) errichteten eine monumentale dreischiffige Halle mit 14 Altären, 50 Meter Länge, 30 Meter Breite und 21 Meter Höhe, die Meister Lukas von Nürnberg ausmalte.
Von 1658 bis zu seinem Tod 1678 war Johann Georg Franz Braun, der Verfasser von Ave Maria zart (1675), Kantor an St. Nikolaus.
Nach dem Brand 1742 wurden zwei Türme mit Barockkuppeln nach einem Entwurf des einheimischen Baumeisters Balthasar Neumann erhöht und mit einem Barockzwiebeldach geziert. Nach einem Brand von 1809 erhielt die Kirche eine historistische Inneneinrichtung im neogotischen Stil (Altar, Chorgestühl und Orgel).
Bei einem US-amerikanischen Fliegerbombenangriff am 20. April 1945 brannten die Balthasar-Neumann-Kirchtürme ab, die nicht rekonstruiert wurden. Ihre heutige Gestalt erhielt die Kirche nach Restaurierungsarbeiten im Jahr 1966 und dank einer Stadtstiftung im Sommer 2008.

## Einrichtung
Von der alten Einrichtung der Kirche sind unter anderem ein romanisches Taufbecken und sechs gotische Plastiken auf beiden Seitenaltären erhalten. Im Presbyterium befindet sich ein gotisches Sakramentshaus. In der südlichen Vorhalle stehen zwei Renaissancegrabsteine. Von den Resten der früheren üppigen Barockeinrichtung fallen das große Bild Anbetung der Hirten über dem Nordeingang, der Gekreuzigte über dem Südeingang und eine Darstellung der Übertragung der Gebeine des römischen Märtyrers Vinzenz in die Kirche im Jahre 1693 auf. Der größte Teil der Einrichtung, zu der auch die Glasfenster und die Orgel aus der Werkstatt von Martin Zaus gehören, entstammt der ersten (1862/64) und vor allem der zweiten neugotischen Umgestaltung (1891/94).

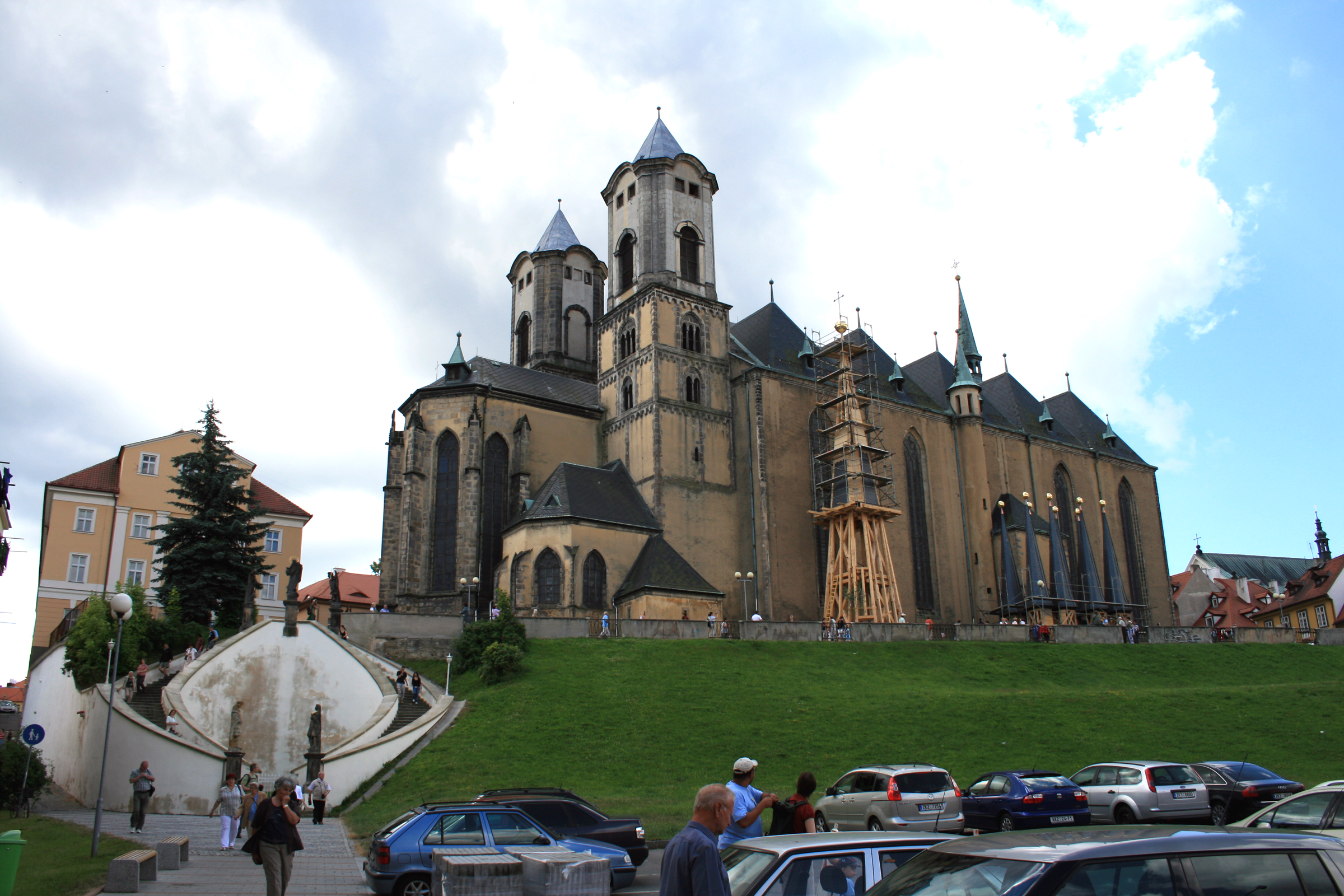
St.-Nikolaus-Kirche mit „alter“ Turmspitze
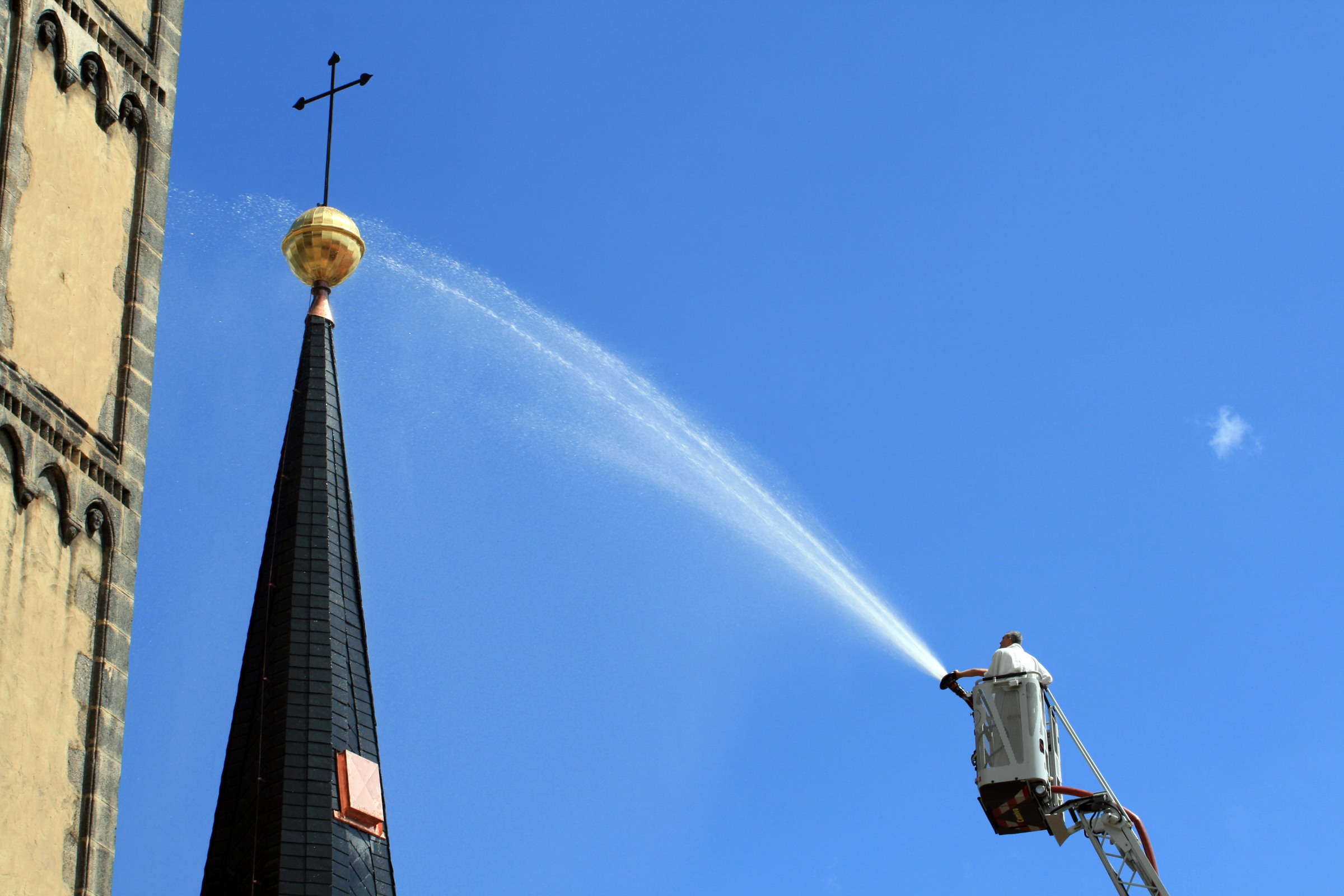
St.-Nikolaus-Kirche mit „neuer“ Turmspitze (2008)
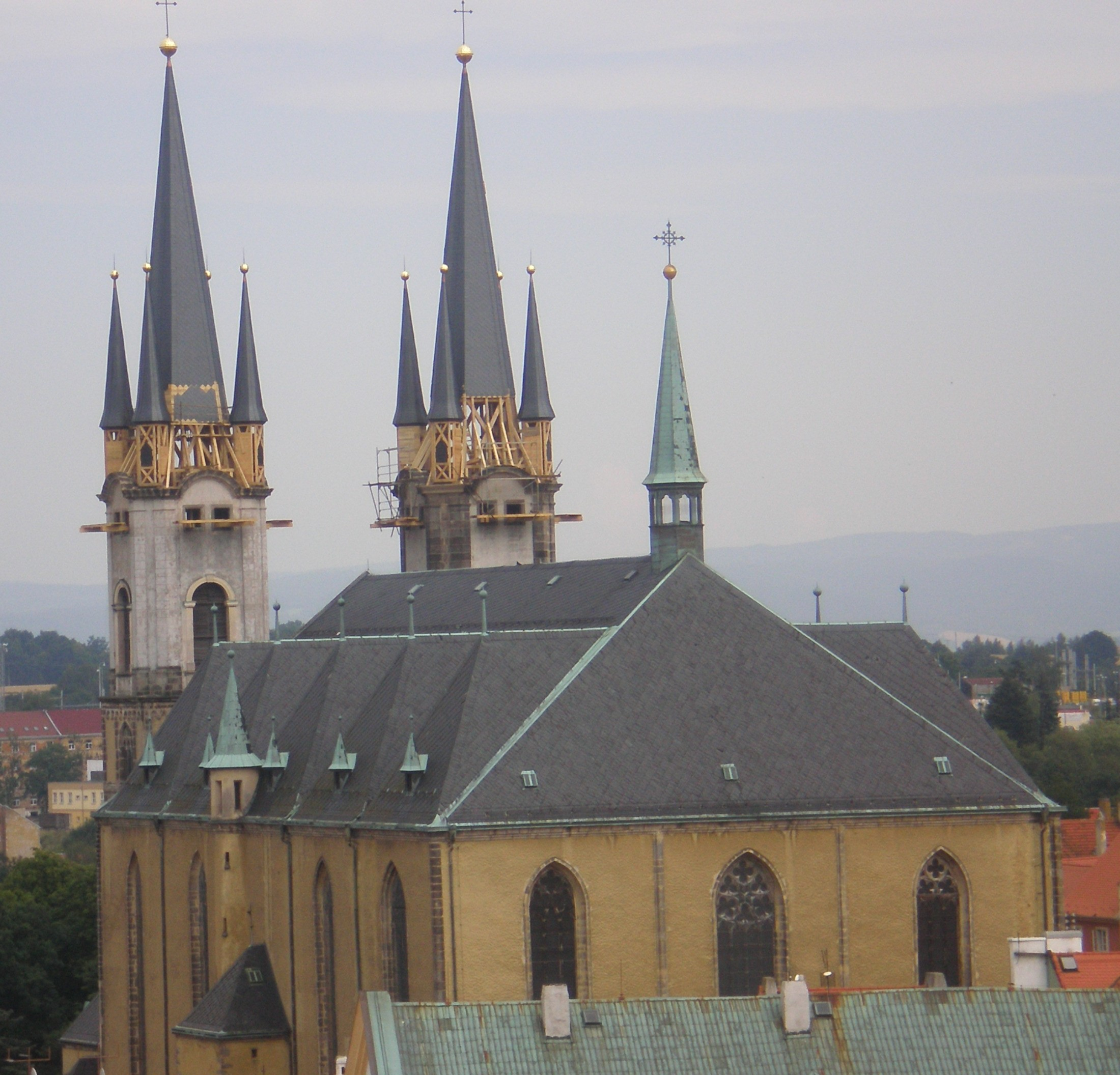
Rekonstruktion der Türme (2008)
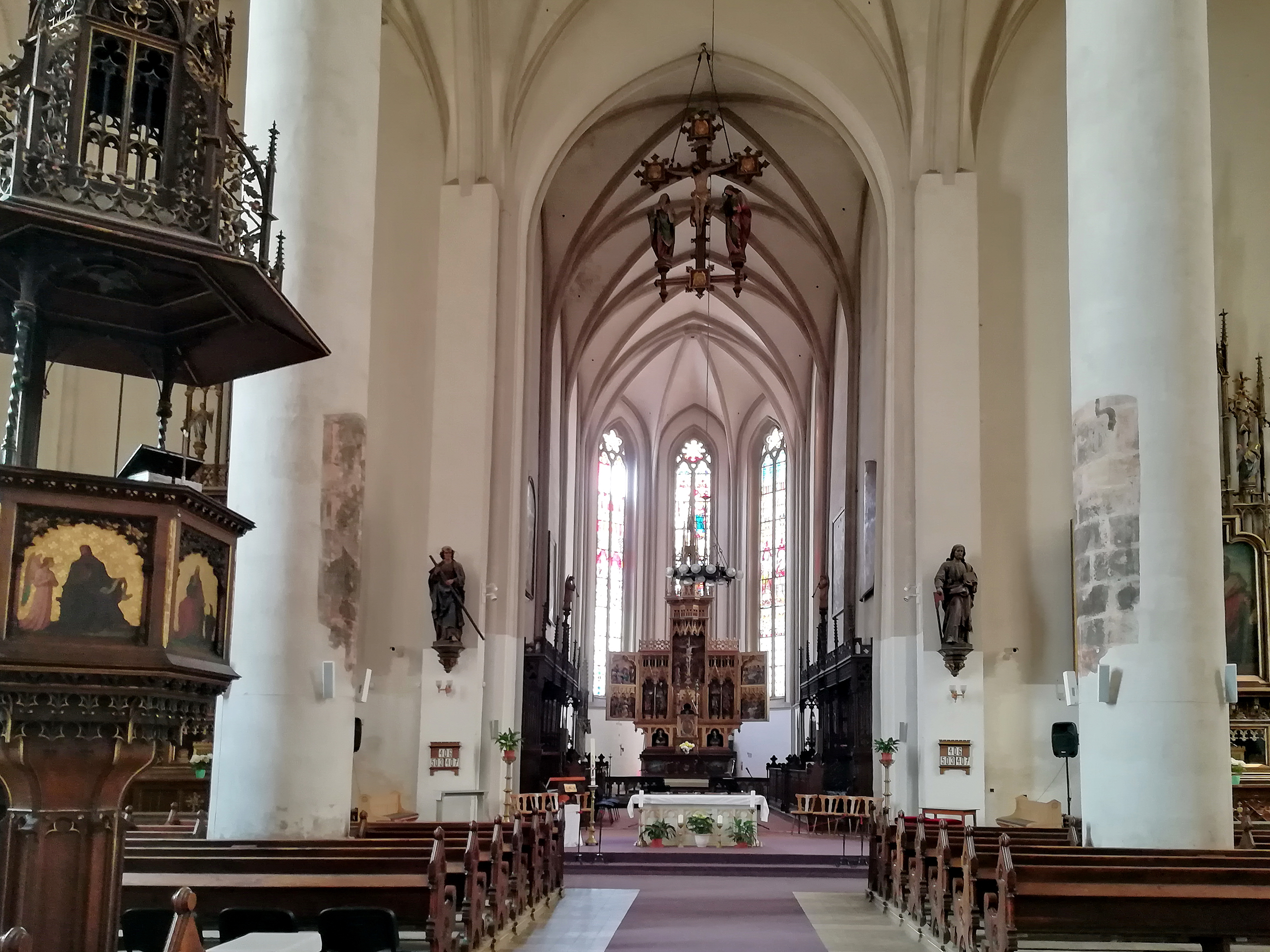
St.-Nikolaus-Kirche: Innenraum
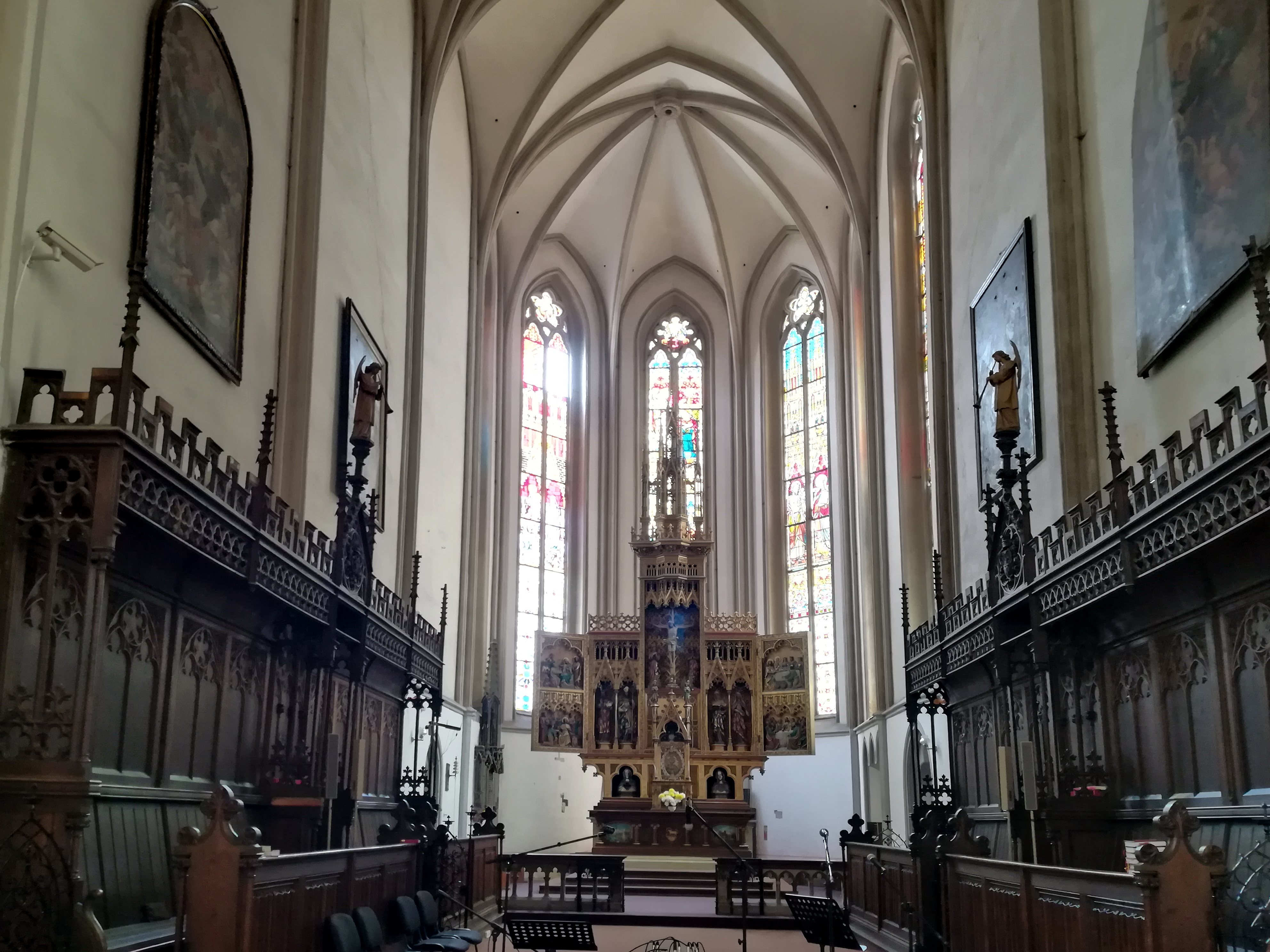
St.-Nikolaus-Kirche: Altarraum
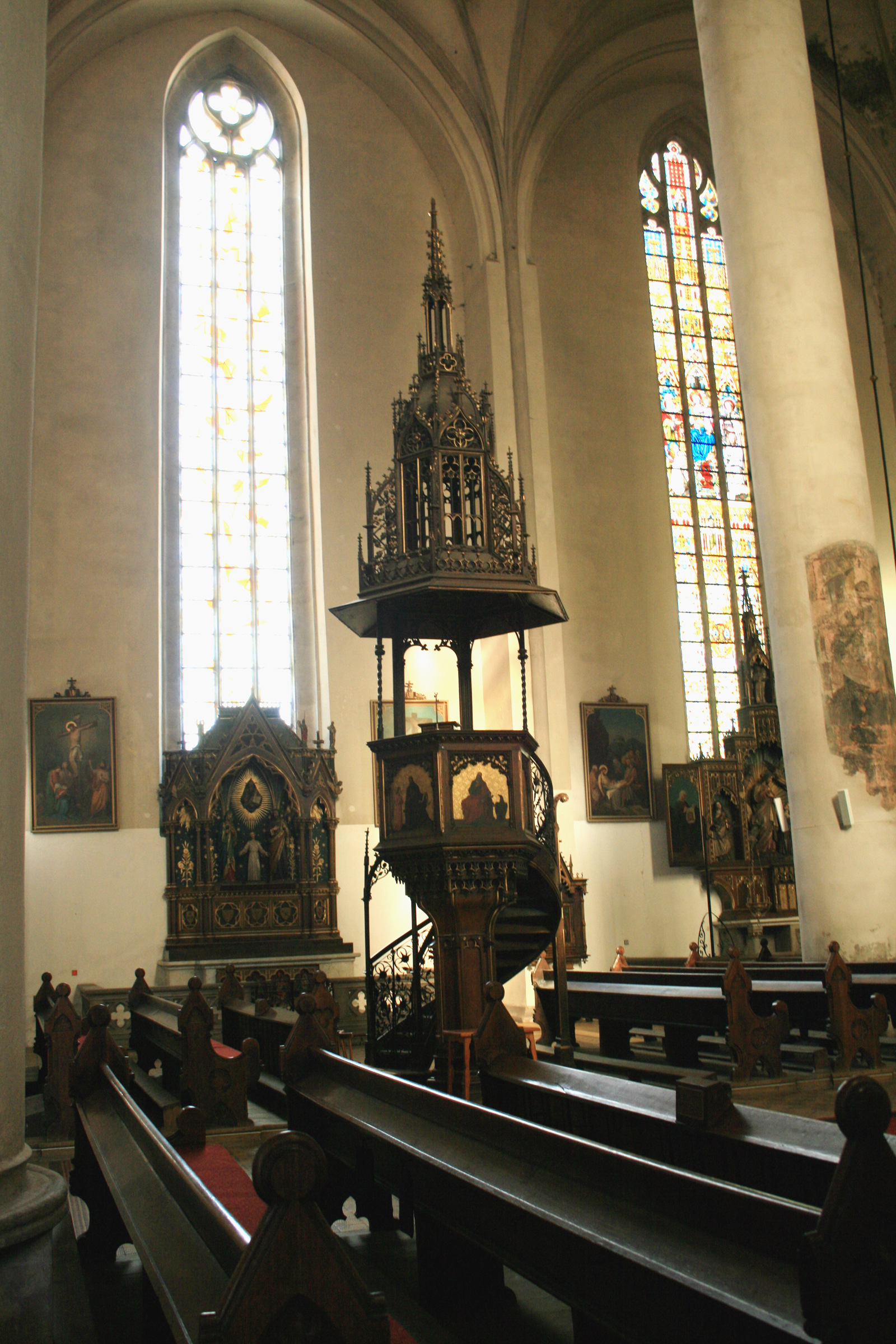
St.-Nikolaus-Kirche: Kanzel

## Egerer Orgelsommer
Seit 1996 findet jährlich im Juli und August in der St.-Nikolaus-Kirche der Egerer Orgelsommer (Chebské varhanní léto) statt. Die Leiterin des Festivals ist die aus Cheb stammende und in Prag lebende Musikerin und Dozentin Martina Kolárová. Neben Orgelsolo-Konzerten gibt es Orgel-Plus-Formationen wie Orgel mit Bläsern, Streichern und Gesang.